# Holcocera coccivorella
Holcocera coccivorella é uma espécie de mariposa do gênero Holcocera pertencente à família Coleophoridae.